# Провінції Буркіна-Фасо
Провінція є одиницею адміністративно-територіального поділу Буркіна-Фасо другого рівня. У сукупності області країни розділені на 45 провінцій. Провінції, в свою чергу, розділені на 301 департамент (комуну).

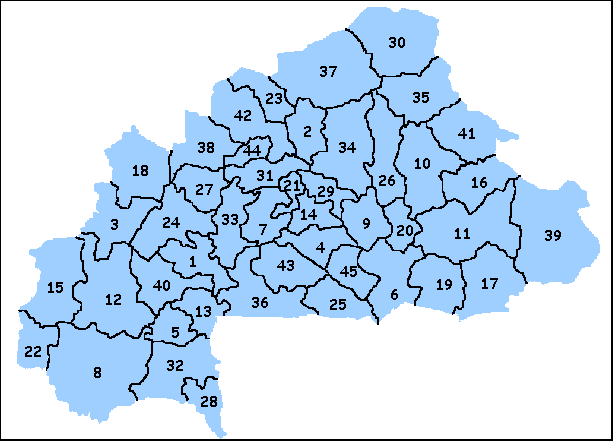
Провінції Буркіна-Фасо

Список буркінійскіх провінцій (в дужках вказані адміністративні центри):
| 1.Бале (Боромо) 2.Бам (Кунгусі) 3.Банва (Солензо) 4.Базега (Комбісірі) 5.Бугуріба (Діебугу) 6.Булгу (Тенкодого) 7.Булькіемде (Кудугу) 8.Комое (Банфора) 9.Ганзургу (Зорго) 10.Няня (Боганде) 11.Ґурма (Фада-Нґурма) 12.Уе (Бобо-Діуласо) 13.Іоба (Дано) 14.Кадіого (Уагадугу) 15.Кенедугу (Ородара) | 16.Комонджарі (Гайері) 17.Компіенга (Пама) 18.Косі (Нуна) 19.Кульпелого (Уаргайе) 20.Курітенга (Купела) 21.Курвеого (Бусе) 22.Лераба (Сінду) 23.Лорум (Тітао) 24.Мухун (Дедугу) 25.Наурі (По) 26.Наментенга (Булса) 27.Наяла (Тома) 28.Нумбіель (Батіє) 29.Убрітенга (Зініаре) 30.Удалан (Гором-Гором) | 31.Пасоре (Яко) 32.Поні (Гава) 33.Сангіє (Рео) 34.Санматенга (Кая) 35.Сено (Дорі) 36.Сісілі (Лео) 37.Сум (Джібо) 38.Суру (Туган) 39.Тапоа (Діапага) 40.Туй (Хунде) 41.Яга (Себба) 42.Ятенга (Уахігуя) 43.Зіро (Сапуй) 44.Зондома (Гурсі) 45.Зундвеого (Манга) |

## Див. Також
- Області Буркіна-Фасо
- Департаменти Буркіна-Фасо
- Міста Буркіна-Фасо